# Francesco Fontana (scrittore)
Francesco Fontana (Mestre, 8 ottobre 1963) è uno scrittore italiano.

## Biografia
Laureato a Ca' Foscari, vive a Caorle (VE).
Pubblica nel 2006 il suo primo romanzo, L'imitatore di corvi, per Feltrinelli, col quale è finalista al Premio Strega 2006, e vince: 
- il Premio Mondello Città di Palermo Opera Prima nel 2006,
- il Premio Città di Cuneo nel 2007,
- il 4º Premio al Premio Letterario Internazionale Città di Cattolica "Pegasus" 2015.

Nel 2014 pubblica il suo secondo romanzo, La percezione delle Pleiadi, per Albatros.
- Nel dicembre 2016 vince il 2º Premio al Concorso letterario "Silvano Belloni" con il racconto giallo "Arriverà il giorno...."

Nel febbraio 2017 esce il suo terzo romanzo, Kristina è per sempre, per Aracne Editrice.
Nel settembre 2017 esce il suo quarto romanzo, un "Meteo-thriller", La vendetta della Corrente del Golfo, per le Edizioni dell'Eremo.
Nel febbraio 2018 pubblica per Panesi Edizioni la sua prima raccolta di racconti gialli ambientati negli anni '70 del XX secolo Milano noir. Le indagini dell'ispettore Battiston. Vol. I.
Nel maggio 2019 esce, sempre per Panesi Edizioni, il Volume II dei racconti gialli Milano noir. Le indagini dell'ispettore Battiston ancora ambientati negli anni '70 del XX secolo.
- Con i gialli di Milano noir. Le indagini dell'ispettore Battiston  è finalista al prestigioso Premio Letterario "Cibotto" 2020 su oltre 800 partecipanti.

Nel luglio 2021 esce, per le Edizioni L'orto della cultura, il primo Romanzo giallo-politico dell'ispettore Battiston, L'alito rovente del Drago, sulle trame nere inizio anni '70, con cui è finalista al prestigioso Premio Letterario Locanda del Doge 2021 su diverse centinaia di partecipanti.
Nel dicembre 2021 esce, ancora per Panesi Edizioni, il Volume III dei racconti gialli Milano noir. Le indagini dell'ispettore Battiston "Indagini nella neve". L'ambientazione è tipicamente invernale e sempre collocata negli anni '70 del XX secolo.
Nell'ottobre 2022 esce, per le Edizioni L'orto della cultura, il secondo Romanzo giallo-politico dell'ispettore Battiston, Fedele alla linea, sul terrorismo rosso della seconda metà degli anni '70, protagonisti sempre l'Ispettore Stefano e la sua compagna, l'Agente Samuela, nell'Italia di quel mitico decennio, tra Milano e Venezia.
Nel gennaio 2023 pubblica, con Jack Edizioni, "Fuori cornice", un romanzo di tipo "apocalittico", sua prima esperienza in questo genere letterario.
A novembre 2023 esce, per le Edizioni L'orto della cultura, un suo scanzonato e ironico libro riguardante la passione per il calcio, "Calci in faccia e pedate nel kulo", che ripercorre i ricordi di tifoso e sportivo dell'autore fin dagli anni '70.
A dicembre 2024 pubblica, sempre per le Edizioni L'orto della cultura, un nuovo romanzo molto introspettivo, "La periferia dell'anima (Gli ultimi cinque minuti della mia vita)", che si distacca parzialmente dal genere da lui più frequentato negli ultimi anni, ovvero quello del giallo e del giallo-politico, per dedicarsi invece al ricordo, all'analisi psicologica, all'immagine.

## Opere
- L'imitatore di corvi
- La percezione delle Pleiadi
- Kristina è per sempre
- La vendetta della Corrente del Golfo
- Milano noir. Le indagini dell'ispettore Battiston. Vol. I
- Milano noir. Le indagini dell'ispettore Battiston. Vol. II
- L'alito rovente del Drago
- Milano noir. Le indagini dell'ispettore Battiston. Vol. III
- Fedele alla linea
- Fuori cornice
- Calci in faccia e pedate nel kulo
- La perfieria dell'anima (Gli ultimi cinque minuti della mia vita)